# سارا إي. رايت
سارا إي. رايت (بالإنجليزية: Sarah E. Wright)‏ (9 ديسمبر 1929 - 13 سبتمبر 2009)؛ كاتِبة وروائية أمريكية.